# Isoplectron armatum
Isoplectron armatum är en insektsart som beskrevs av Frederick Wollaston Hutton 1896. Isoplectron armatum ingår i släktet Isoplectron och familjen grottvårtbitare. Inga underarter finns listade i Catalogue of Life.